# Maku Iwa
Maku Iwa (japanisch 幕岩 ‚Vorhangfelsen‘) ist ein 2121 m hoher Nunatak im ostantarktischen Königin-Maud-Land. Er ragt 2 km nordnordöstlich des Bergs Tyô-ga-take im Zentrum des Königin-Fabiola-Gebirge auf. Besonderes Kennzeichen des Nunataks ist ein markantes Kliff.
Japanische Wissenschaftler nahmen 1960 seine Vermessung und die Benennung vor.